# Koku
El koku (石/石高?) es una unidad de volumen utilizada antiguamente en Japón equivalente a diez shaku. 

## Definición
En definición, 3,5937 koku equivalen a un metro cúbico y un koku también equivale aproximadamente 278,3 l. El koku originalmente fue definido como la cantidad de arroz teóricamente necesaria para alimentar a una persona durante un año. Un koku de arroz pesa cerca de 150 kg, y un koku de arroz era el alimento necesario para que una persona viviera durante un año.
En 1891 se definió un koku más pequeño que equivalía a 240.100/1.331 l, aproximadamente 180,39 l.
Durante el período Edo, cada han (feudo) era un cálculo de su riqueza y el koku era la unidad de medida. El han más pequeño era de 10 000 koku y el más grande (además del han del shōgun) era de 1 025 000 koku.
Muchos samuráis recibían estipendios de arroz en koku, mientras que algunos pocos recibían un salario en forma.
El koku también se utilizaba para medir cuánto podía cargar un barco cuando su carga era de únicamente de arroz. Los barcos pequeños eran capaces de ser cargados con 50 koku (7,5 toneladas) mientras que los más grandes podían llevar cargas de más de 1000 koku (150 t).
En la era Meiji (1868-1912), las unidades de medición japonesas fueron abolidas y se implantó el sistema métrico en su lugar.
El Hyakumangoku Matsuri (Festival del Millón de Koku) en la ciudad japonesa de Kanazawa, celebra el arribo del señor Maeda Toshiie a la ciudad en 1583, aunque los ingresos de Maeda no alcanzaron el millón de koku sino hasta después de la batalla de Sekigahara en el año 1600.
El koku aún es empleado comúnmente en la industria maderera de Japón.